# Colin Loader

a Compétitions nationales et continentales officielles uniquement.

b Matchs officiels uniquement.
Dernière mise à jour le 8 mai 2011.
Colin James Loader, né le 10 mars 1931 à Dannevirke (Nouvelle-Zélande) et mort le 19 juin 2021 à Dunedin, est un  joueur de rugby à XV qui joue avec l'équipe de Nouvelle-Zélande. Il évolue au poste de centre.

## Carrière
Il dispute son premier test match avec l'équipe de Nouvelle-Zélande le 9 janvier 1954, à l'occasion d'un match contre l'Irlande. Il dispute son dernier test match contre la France le 27 février 1954.
En 1953-1954 il est sélectionné à quatre reprises avec les All Blacks, qui font une tournée en Europe et en Amérique du Nord. Il participe à la victoire contre l'Irlande 14-3 puis à celle sur l'Angleterre 5-0 et enfin l'Écosse 3-0. Il perd contre la France 0-3 le 27 février 1954,. Il joue 16 matchs de la tournée.

## Statistiques en équipe nationale
- 4 sélections avec l'équipe de Nouvelle-Zélande
- Nombre total de matchs avec les All Blacks :  16
- Sélections par année : 4 en 1954